# Faloodeh

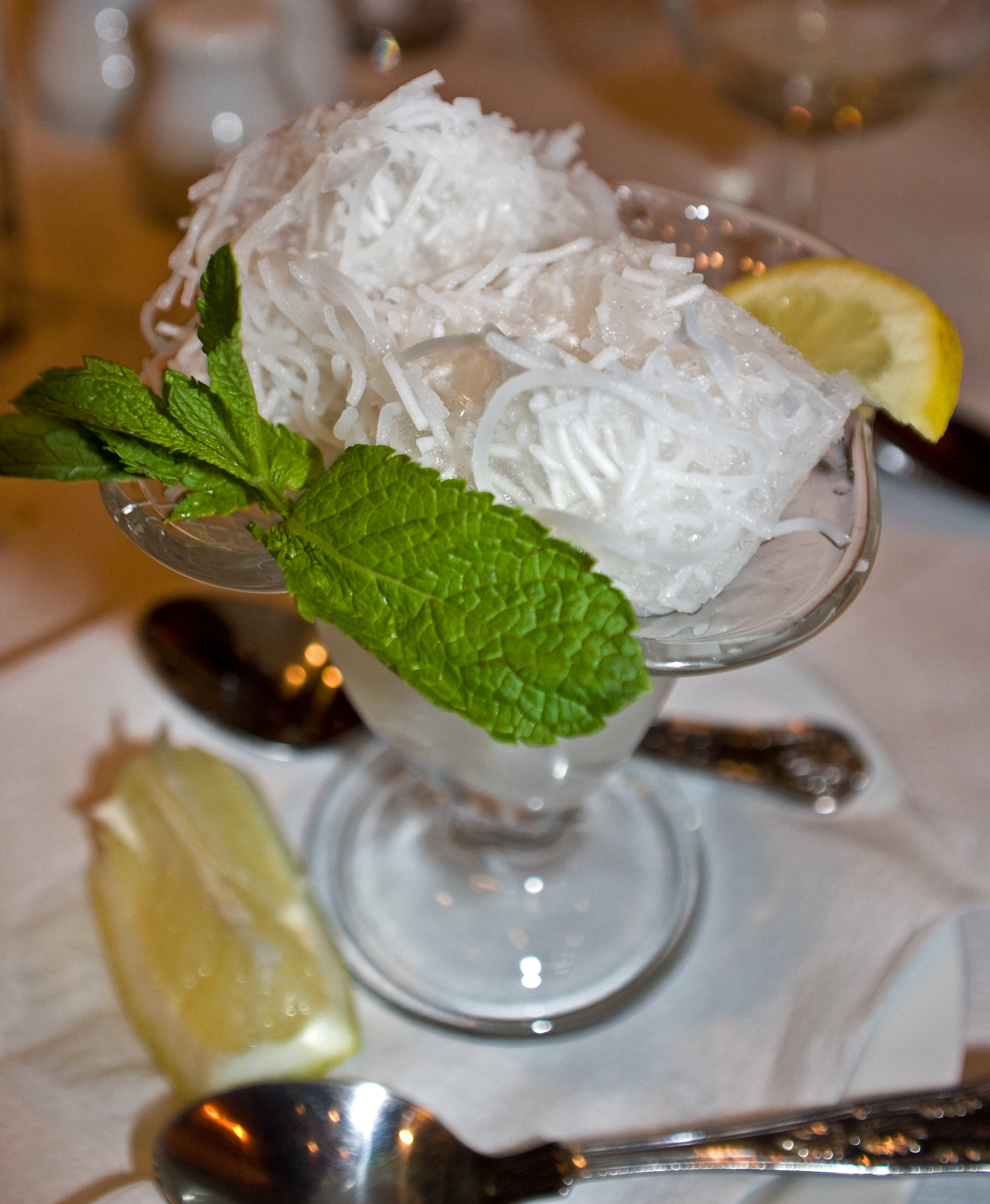
Faloodeh, serviert mit Minze und Zitronenscheibe

Faloodeh (فالوده fālūde) ist eine traditionelle persische Süßspeise aus stärkehaltigen dünnen Nudeln und einem sorbetartigen Sirup. Faloodeh wird mit Rosen- oder Zitronensirup zubereitet und mit Früchten und gehackten Pistazien serviert. Die Ursprünge von Faloodeh sind bis in das Jahr 400 v. Chr. zurückzuverfolgen.
Faloodeh wird im Iran ebenso wie das klassische persische Milchspeiseeis Bastani Sonati in traditionellen Eisgeschäften verkauft.
Faloodeh ist auch im Nahen Osten sowie in Afghanistan, Indien und Pakistan bekannt. Ähnliche Desserts sind das indisch-pakistanische Faluda sowie das in Ostasien verbreitete Cendol.

## Herstellung
Für Faloodeh wird ein stärkehaltiger Teig durch Pressen durch ein Sieb zu dünnen Nudeln verarbeitet. Ursprünglich wurden Weizen und Reisstärke verwendet, in neuerer Zeit auch Kartoffel- oder Maisstärke. In neuerer Zeit können gerade im Privatbereich zur Herstellung auch handelsübliche Glasnudeln verwendet werden. Sie werden gekocht und kleingeschnitten. Anschließend vermischt man die abgekühlten Nudeln mit eisgekühltem Sirup, der fast die Konsistenz eines Sorbets hat. Bei der bekanntesten Variante, dem Faloodeh Shirazi, deren Ursprung in Shiraz liegt, verwendet man Rosensirup und Zitronensaft. Man kann das Faloodeh noch mit Beeren oder Pistazien garnieren. Es kann auch mit Bastani sonati, dem klassischen persischen Milchspeiseeis, serviert werden. In der reinen Sorbetversion eignet sich Faloodeh als Dessert in der koscheren Küche, da es keine Milchbestandteile enthält und somit parve ist.

## Geschichte

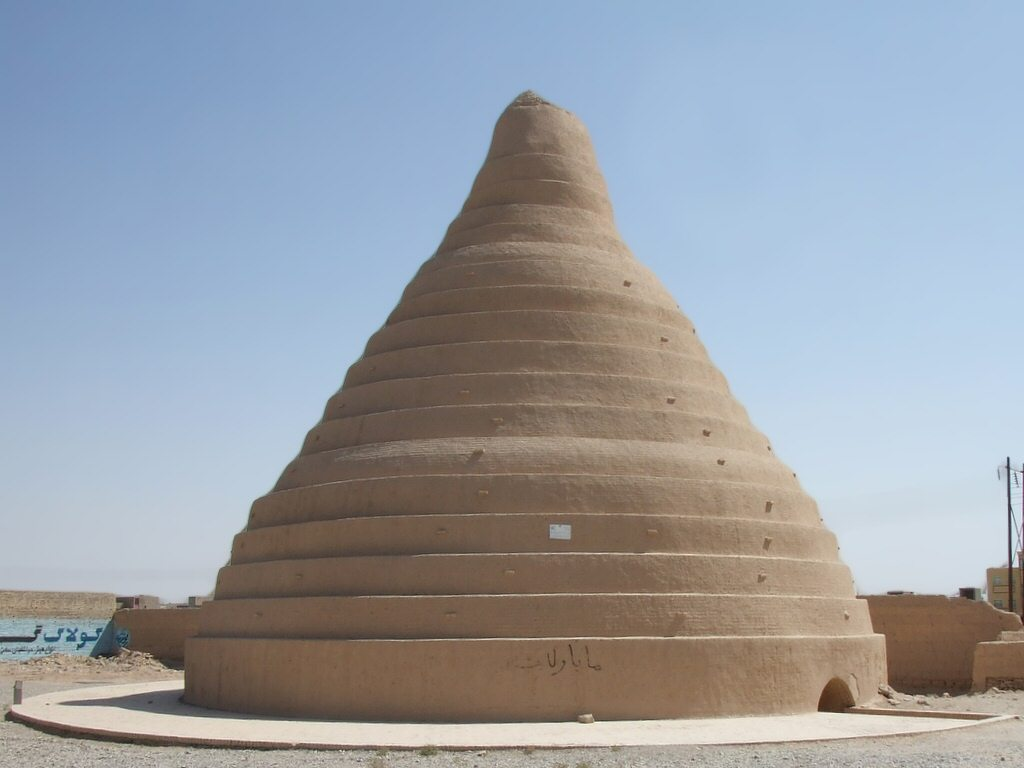
Traditioneller Yachtschal in Yazd

Faloodeh gilt als eine der Urformen aller Eisdesserts. Die Verwendung von Yachtschals zur Kühlung und Lagerung von Eis ist seit 500 v. Chr. belegt. Im Winter aus den Bergen geerntetes Eis wurde hier aufbewahrt und diente zur Kühlung von Speisen während der Sommermonate. Das Eis wurde auch zur Zubereitung von gekühlten Scherbetts verwendet. Aus diesen eisgekühlten Scherbetts entwickelte sich ein eisgekühltes Dessert, das in der Urform aus zerstoßenem Wassereis, Honig, Gewürzen wie Safran und Früchten bestand; später wurde es durch Hinzufügen von feinen Nudeln aus Stärke ergänzt.
Über die indischen Moguln gelangte das Dessert im 16. bis 18. Jahrhundert nach Indien und Südostasien, wo es verschiedene dortige Spezialitäten wie Faluda oder Cendol inspirierte.